# Вердон (река)
Вердон (фр. Verdon) је река у Француској. Дуга је 166 km. Улива се у Диранс. 